# 封津
封 津（ほう しん、477年 - 538年）は、北魏・東魏の宦官。字は醜漢。本貫は渤海郡蓨県。

## 経歴
封令徳の子として生まれた。令徳は常宝の娘を妻としており、常宝が処刑されると、令徳は連座して処断された。このとき封津は宮刑を受けて、後宮に仕える宦官となった。
諸官を歴任して、中謁者僕射に任じられ、奉車都尉に転じた。515年（延昌4年）、冀州で大乗の乱が起こると、封津は孝明帝の命を受けて軍の慰労にあたった。後に常山郡太守に転じた。525年（孝昌元年）、中侍中となり、征虜将軍の号を加えられた。そのまま崇訓太僕に任じられ、宮室都将・冀州大中正を兼ねた。さらに金紫光禄大夫の位を受けた。526年（孝昌2年）、東光県開国子に封じられ、鎮南将軍の号を受け、関右の諸軍の慰労にあたった。後に散騎常侍・征東将軍・済州刺史として出向した。528年（永安元年）、中侍中・衛将軍となった。まもなく大長秋・左光禄大夫に転じた。532年（太昌元年）、驃騎大将軍・儀同三司の位を受けた。
534年（天平元年）、開府儀同三司・懐州刺史に任じられた。538年（元象元年）、中侍中・大長秋卿となった。この年の夏に死去した。享年は62。都督冀瀛幽安四州諸軍事・驃騎大将軍・司徒公・冀州刺史の位を追贈された。諡は孝恵といった。
兄の子の封長業を養子として、爵位を嗣がせたが、北斉が建国されると、爵位を降格された。

## 伝記資料
- 『魏書』巻94 列伝第82
- 『北史』巻92 列伝第80